# EM Strasbourg Business School
A EM Strasbourg Business School é uma escola de comércio europeia com campus em Estrasburgo. Fundada em 1919.

## Descrição
A EM Strasbourg possui tripla acreditação; AMBA, EPAS e AACSB. A escola possui cerca de 22.000 ex-alunos. Entre seus ex-alunos estão Jean-Marc Zulesi (Político francês).

## Programas
A EM Strasbourg possui mestrado em Administração e várias outras áreas, tais como Marketing, Finanças, Mídia e Recursos Humanos. Possui também um MBA Executivo. Finalmente, a EM Strasbourg também possui programa de doutorado (PhD).

## Rankings
Em 2019, seu mestrado em Administração foi considerado como 79e do mundo pela Financial Times.